# دریاچه مغان
دریاچه مغان (ترکی استانبولی: Mogan Gölü) یک دریاچه در استان آنکارا کشور ترکیه است.